# Nowoslobodskaja

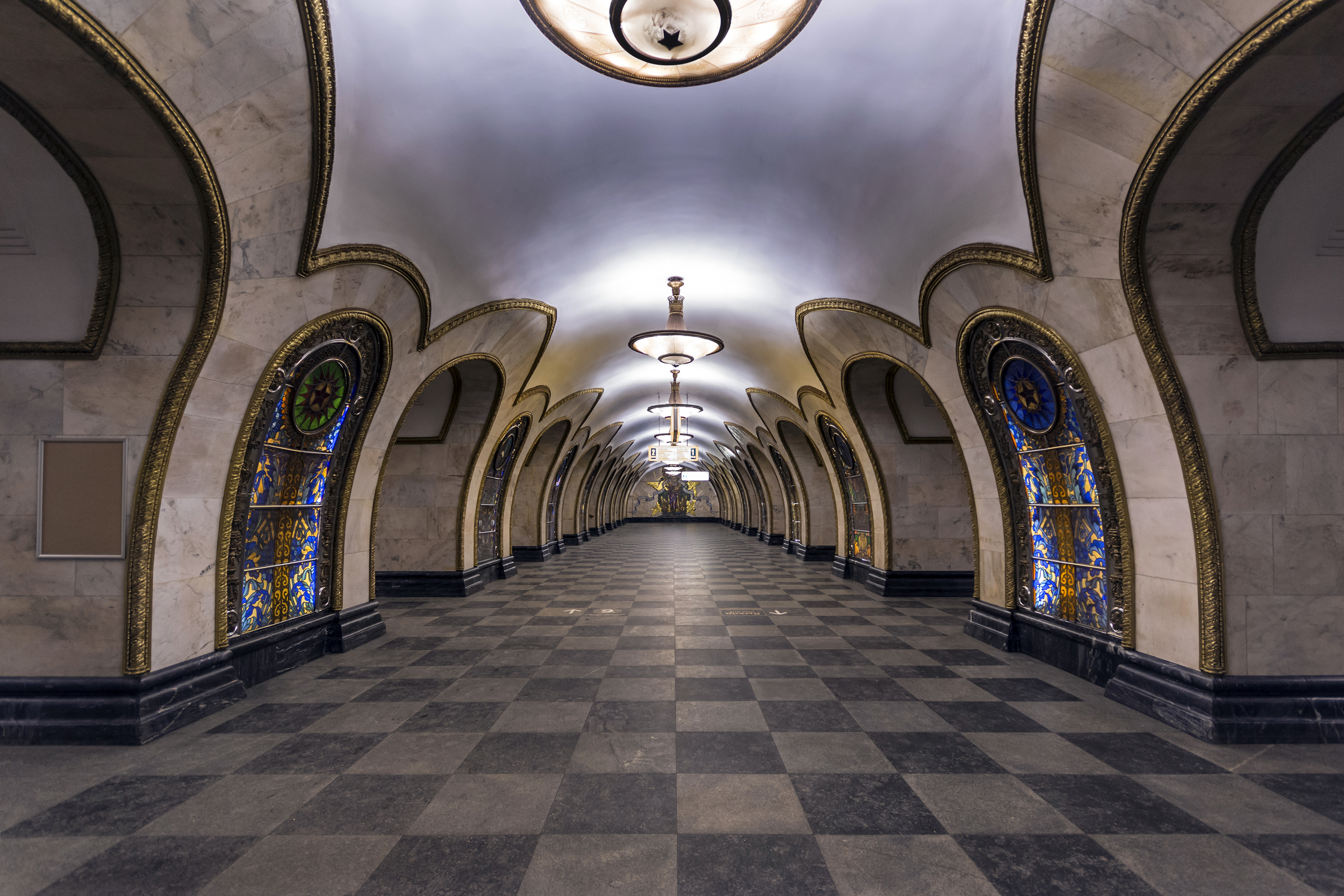
Bahnsteighalle der Nowoslobodskaja

Nowoslobodskaja (russisch Новослобо́дская; Ausspracheⓘ) ist ein U-Bahnhof der Metro Moskau an der Ringlinie (Kolzewaja-Linie). Er wurde am 30. Januar 1952 innerhalb des zweiten von insgesamt drei Bauabschnitten der Linie in Betrieb genommen.

## Beschreibung
Der Bahnhof befindet sich nördlich des historischen Moskauer Stadtzentrums an der namensgebenden Straße Nowoslobodskaja uliza, die weiter nördlich in die Ausfallstraße „Dmitrower Chaussee“ übergeht. An dieser Straße befindet sich in fußläufiger Nähe des U-Bahnhofs Nowoslobodskaja auch das bekannte Butyrka-Untersuchungsgefängnis. Noch weiter nördlich liegt der Sawjolowoer Bahnhof, für den bis zur 1988 erfolgten Eröffnung der Metrostation Sawjolowskaja Nowoslobodskaja der nächstgelegene U-Bahnhof gewesen war.
Der Bahnhof liegt 40 m unter Tage und verfügt über einen Zugang an der Nowoslobodskaja uliza. Dieser Zugang ist in ein oberirdisches Vestibülgebäude integriert, das ähnlich den anderen Moskauer Metrovestibülen großzügig gestaltet ist und außen mit einem Sechs-Säulen-Portikus versehen ist. Vom Bahnsteig ins Vestibül gelangt man über Rolltreppen. 1988 wurden im Mittelbereich der Bahnsteighalle Treppen errichtet, über die man via Übergangsbrücken über den Gleisen zur damals neu eröffneten Station Mendelejewskaja der Serpuchowsko-Timirjasewskaja-Linie gelangen kann. Vor der Eröffnung dieser Station stellte Nowoslobodskaja den letzten U-Bahnhof der Kolzewaja-Linie dar, der noch über keine Umsteigemöglichkeiten zu anderen Stationen verfügte.
Der Rolltreppenschacht zum Ausgang beginnt am westlichen Ende der Bahnsteighalle, während letztere östlich in einer Sackgasse endet.

## Architektur

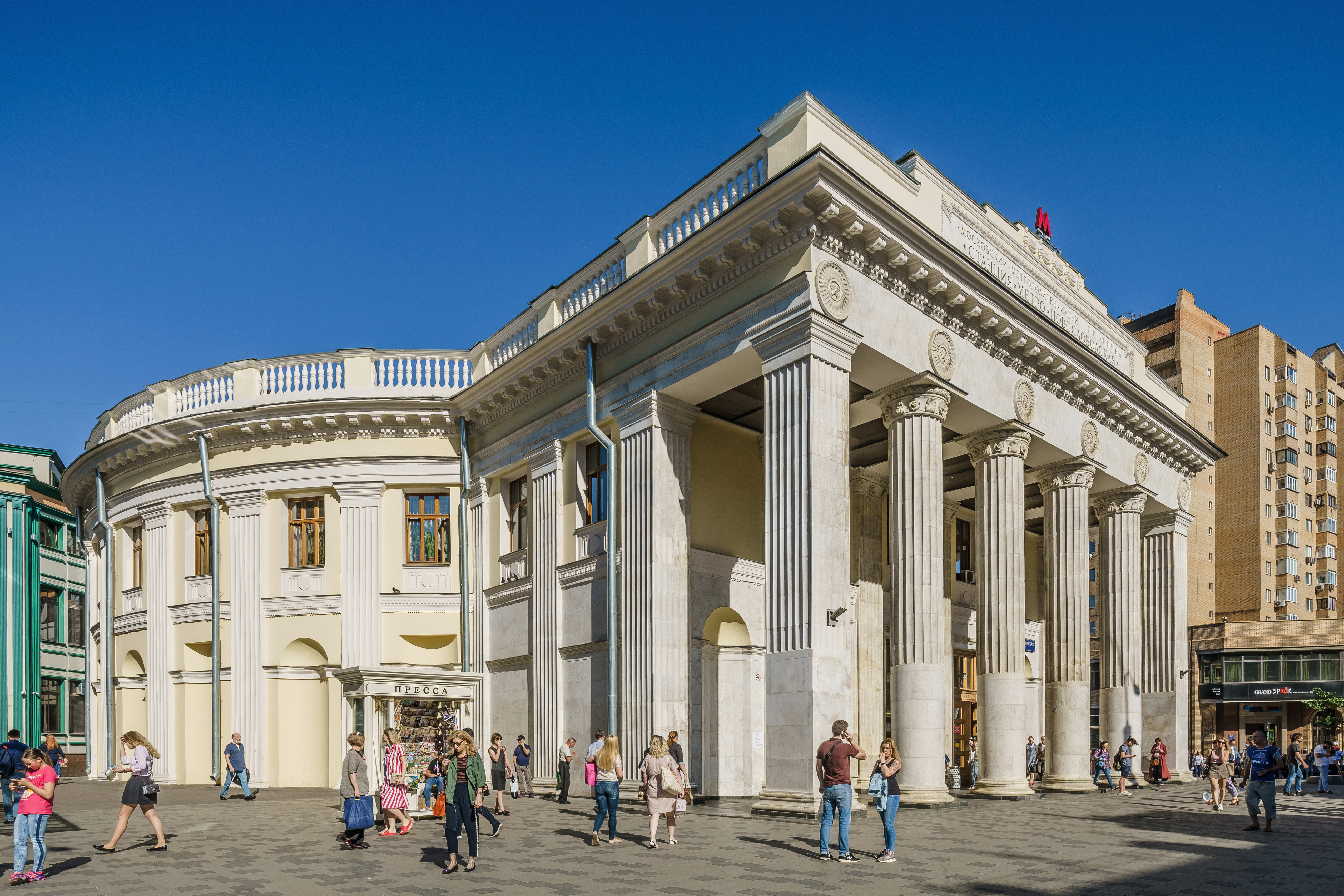
Das Eingangsgebäude

Wie die meisten anderen U-Bahnhöfe der Ringlinie weist Nowoslobodskaja eine überaus prunkvolle Gestalt auf und verfügt über eine dreiteilige Bahnsteighalle auf einem Mittelbahnsteig, deren Mittelbereich (9,5 m breit) von den beiden Gleisbereichen jeweils durch eine weißmarmorne Pylonenreihe optisch getrennt wird.
Eine Besonderheit, die es an anderen Moskauer Metrostationen so nicht gibt, sind die charakteristischen Glasmalereien in bogenförmigen Einfassungen, mit denen die Pylonen ausgeschmückt sind. Insgesamt sind auf der Nowoslobodskaja 32 solche Einfassungen zu sehen, wobei die Malereien von innen künstlich beleuchtet werden, was ihnen eine besonders bunte und feierliche Gestalt verleiht. Das Konzept dieser Malereien stammt vom bekannten Maler Pawel Korin, der deren Zusammenstellung in einer Werkstatt in Riga ausführen ließ. Da die Glasmalereien die Bahnsteighalle geringfügig einem Sakralgebäude ähneln lässt, was in der Sowjetunion unangebracht erschien, musste Korin für dieses Projekt teilweise Kritik einstecken. Hingegen kamen die Malereien bei den Fahrgästen der Moskauer Metro aufgrund der weitgehenden Unbekanntheit dieses Genres in Russland der Frühsowjetzeit und dem damit verbundenen exotischen Flair gut an. Auch heute gilt Nowoslobodskaja deswegen als einer der architektonisch ungewöhnlichsten Moskauer U-Bahnhöfe.